# Pedreira
Pedreira este un oraș în São Paulo (SP), Brazilia.